# Etylobenzen
Etylobenzen – organiczny związek chemiczny z grupy węglowodorów aromatycznych, pochodna benzenu. Otrzymywany w procesie alkilacji benzenu etenem w obecności katalizatora (np. chlorku glinu). Jest stosowany jako półprodukt do syntezy styrenu, polistyrenu, kauczuków syntetycznych oraz jako rozpuszczalnik.